# Chaograptis
Chaograptis is een geslacht van vlinders van de familie van de uilen (Noctuidae). De soorten in dit geslacht komen in Australië voor.

## Soorten
- Chaograptis crystallodes (Meyrick, 1902)
- Chaograptis euchrysa (Lower, 1903)
- Chaograptis rhaptina (Turner, 1904)